# 粗毛柃木
粗毛柃木（学名：Eurya strigillosa）为茶科柃木屬下的一个种。

## 扩展阅读
- 維基物種上的相關：粗毛柃木